# 亀南駅
亀南駅（クナムえき）は、大韓民国釜山広域市北区にある釜山交通公社2号線の駅である。駅番号は231。

## 駅構造
相対式ホーム2面2線の地下駅。フルスクリーンタイプのホームドアが設置されている。

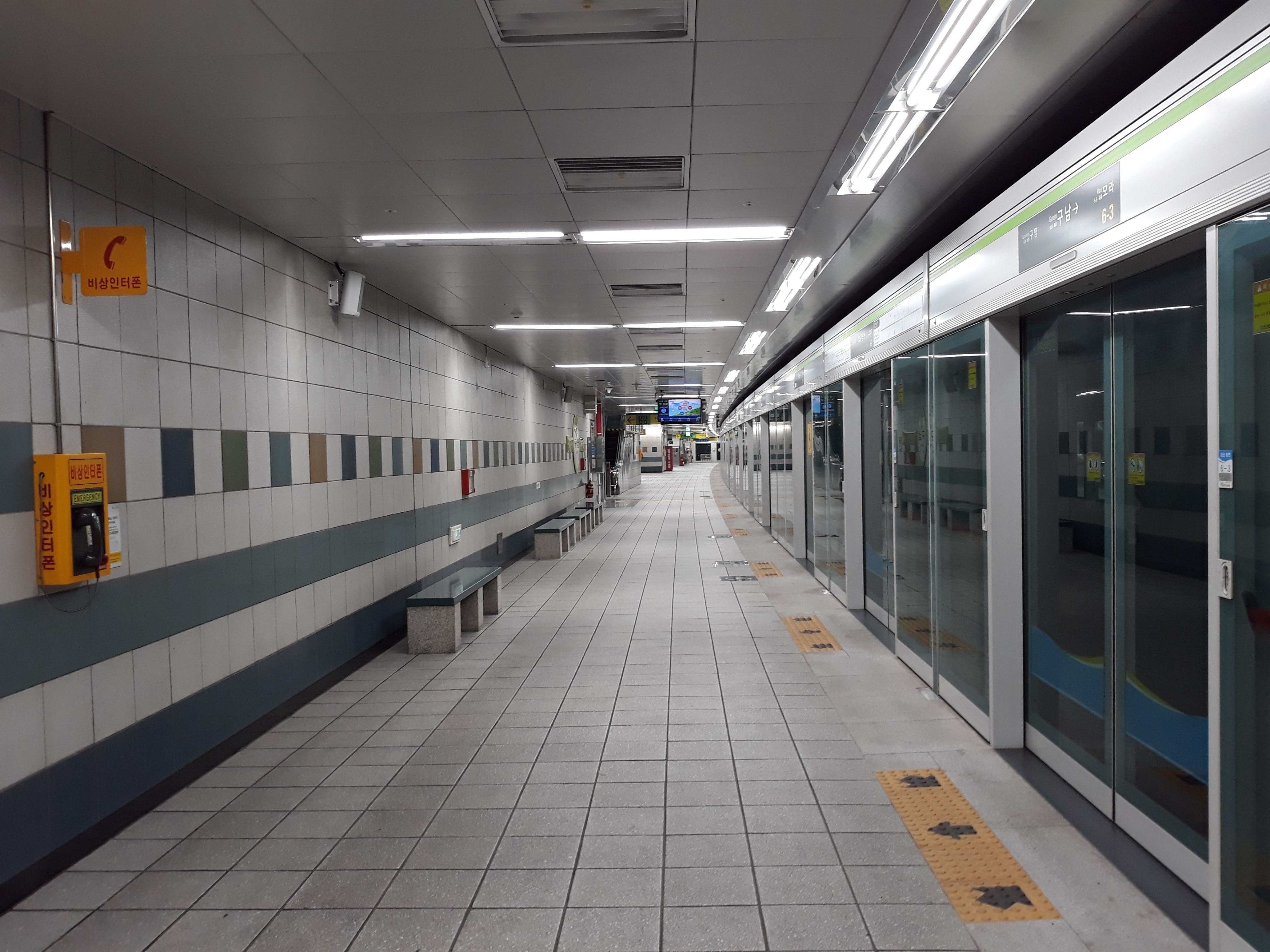
上りホーム（2018年3月）
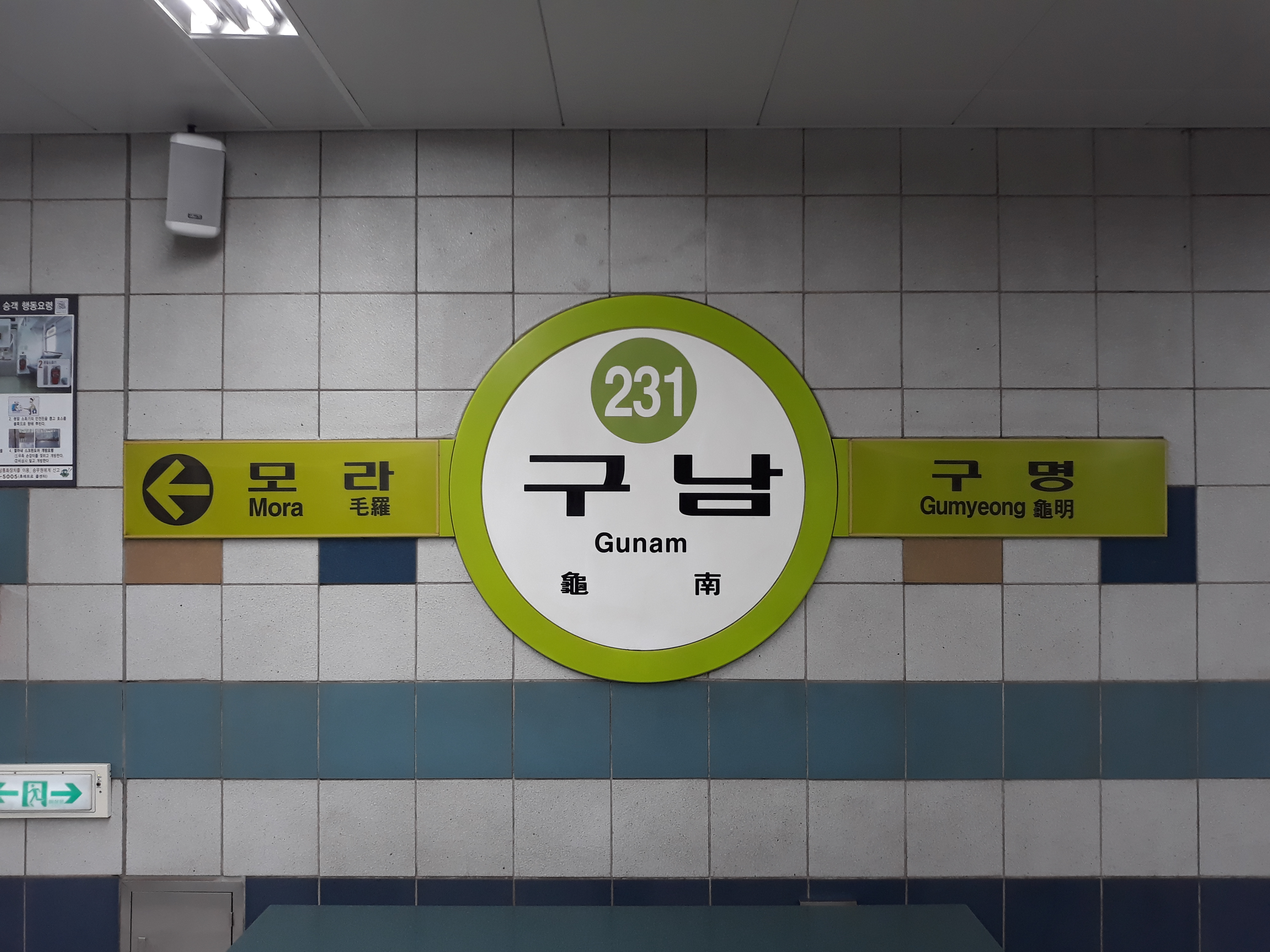
駅名標

### のりば
| 上り | 2号線 | 萇山方面 |
| 下り | 2号線 | 梁山方面 |

## 歴史
- 1999年6月30日 - 開業。

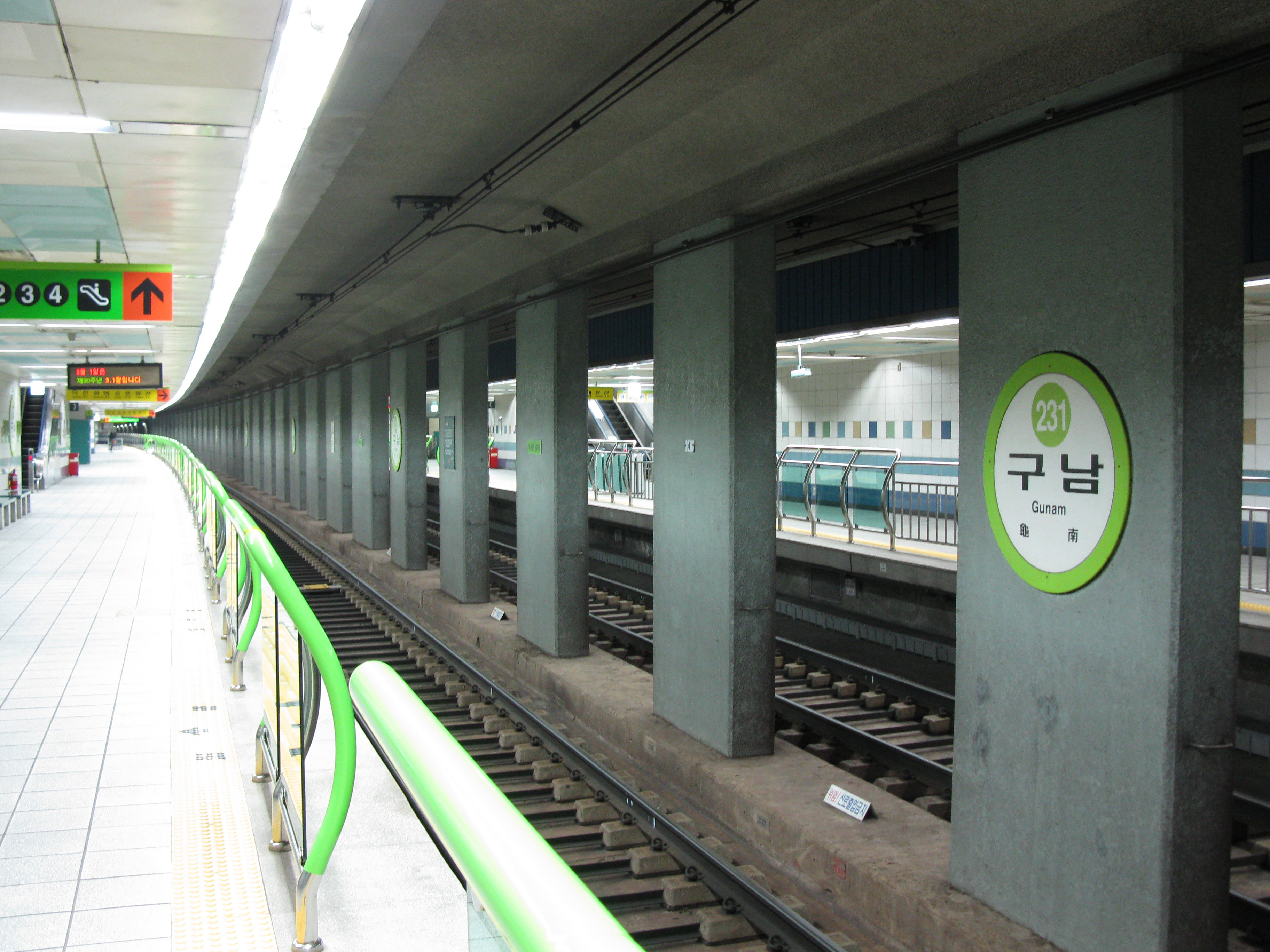
ホームドア設置前（2009年2月）

## 駅周辺
- 北区庁
- 亀浦図書館
- 亀南初等学校
- 亀南中学校
- 亀浦中学校
- 釜山白楊高等学校
- CU亀南駅店

## 隣の駅
釜山交通公社
 2号線
毛羅駅 (230) - 亀南駅 (231) - 亀明駅 (232)